# Alexander Volberg
Alexandre Volberg (russe : Александр Львович Вольберг), né le 6 mars 1956 est un mathématicien russe.

## Biographie
Il travaille sur la théorie des opérateurs, l'analyse complexe et l’analyse harmonique. Il reçoit le prix Salem en 1988 pour ses travaux en analyse harmonique. Il reçoit également la médaille Lars-Onsager en 2004. Il est actuellement professeur émérite à l'université d'État du Michigan. De 2007 à 2008, il est professeur "Sir Edmund Whittaker" de sciences mathématiques à l'université d'Édimbourg.
Il est nommé dans la classe 2021 des boursiers de l'American Mathematical Society « pour ses contributions à l'analyse harmonique et ses relations avec la théorie des mesures géométriques. »